# Salt Lake Bees
O Salt Lake Bees é um time de baseball de Salt Lake City, Utah. Atualmente disputa a Pacific Coast League.

## História
A franquia atual foi fundada em 1994, quando o dono do Portland Beavers, levou o time para Salt Lake City. Conhecido como Salt Lake Buzz entre 1994 to 2000, mudou de nome e passou a se chamar Salt Lake Stingers em 2001. Finalmente em 2002 passou a se chamar Salt Lake Bees
Em 27 de Outubro de 2005 saiu da Pioneer League para se juntar a PCL (Pacific Coast League).

## Estádio

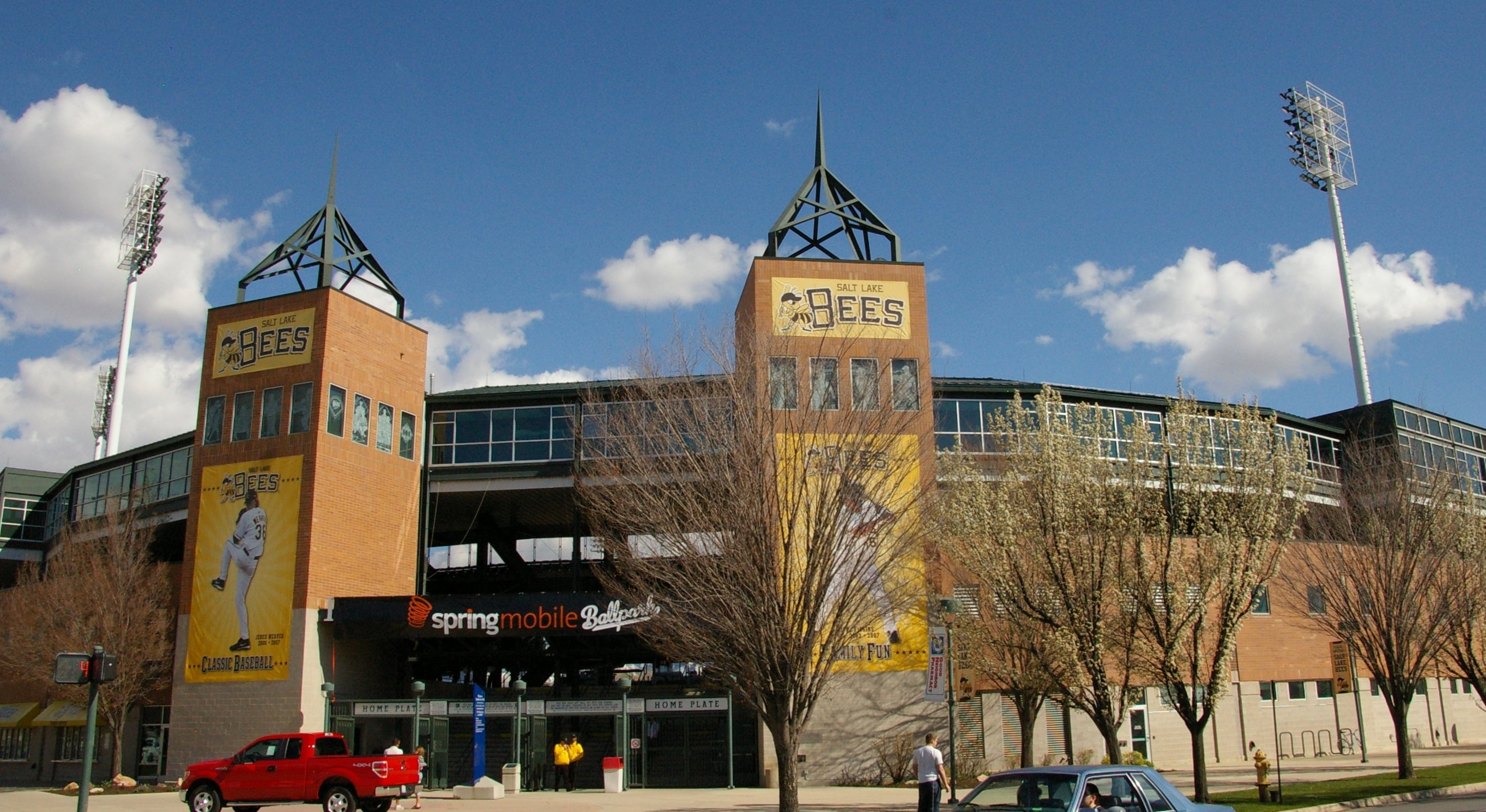
Spring Mobile Park

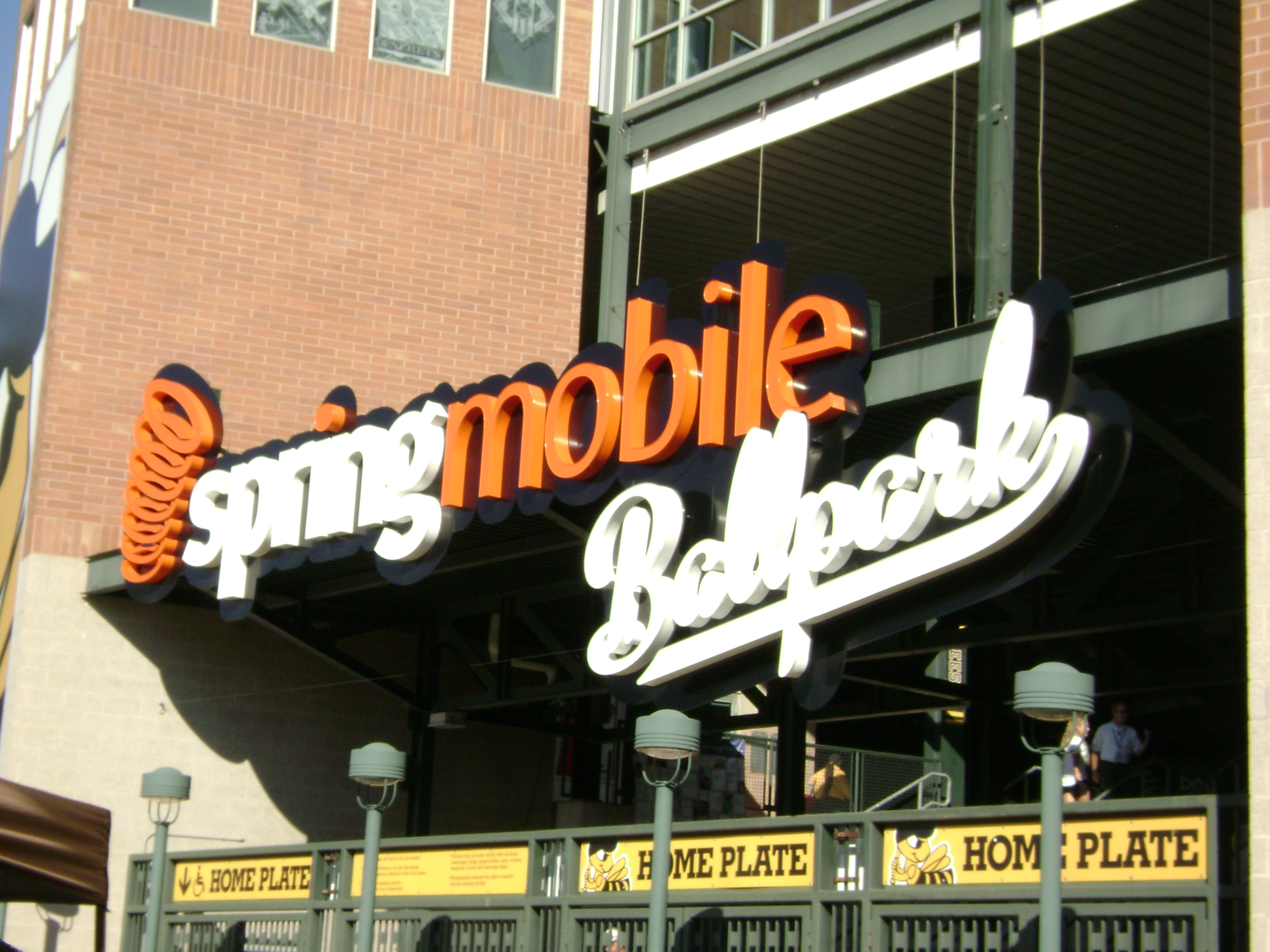
Spring Mobile Ballpark

Construído entre 1993 e 1994, o Spring Mobile Ballpark é o seu estádio. Possui capacidade de 15,411, sendo a maior entre os times da PCL.